# Čiste ruke
Čiste ruke (tal. "Mani pulite") bila je masovna nacionalna sudska istraga političke korupcije održana 1990-tih u Italiji. Mani pulite je dovela do propasti tzv. Prve Republike, što je rezultiralo nestankom mnogih stranaka. Neki političari i industrijski čelnici počinili su samoubojstvo nakon što su njihovi zločini isplivali na vidjelo. Korupcijski sustav koji je otkriven tim istraživanjima obično se naziva Tangentopoli, ili "mitograd". Ova operacija dovela je na vlast Silvija Berlusconija.